# Walentina Tokarska
Walentina Gieorgijewna Tokarska (ros. Валентина Георгиевна Токарская; ur. 21 stycznia?/3 lutego 1906 w Odessie, zm. 30 września 1996 w Moskwie) – radziecka aktorka teatralna i filmowa. Ludowa Artystka Federacji Rosyjskiej (1993). Aktorka Moskiewskiego Teatru Satyry. W 1933 roku zagrała główną rolę w satyrycznej komedii Jakowa Protazanowa pt. Marionetki. W latach 1941-45 była w niewoli niemieckiej, a w latach 1945-53 była więźniem w sowieckich obozach pracy. W więzieniu spotkała się z radzieckim scenarzystą Aleksiejem Kaplerem, który później został jej mężem. Została pochowana na Cmentarzu Dońskim w Moskwie.

## Wybrana filmografia
- 1933: Marionetki
- 1956: Sprawa nr 306 jako farmaceutka, sprawca zabójstwa i była niemiecka agentka